# Willem Maas Geesteranus

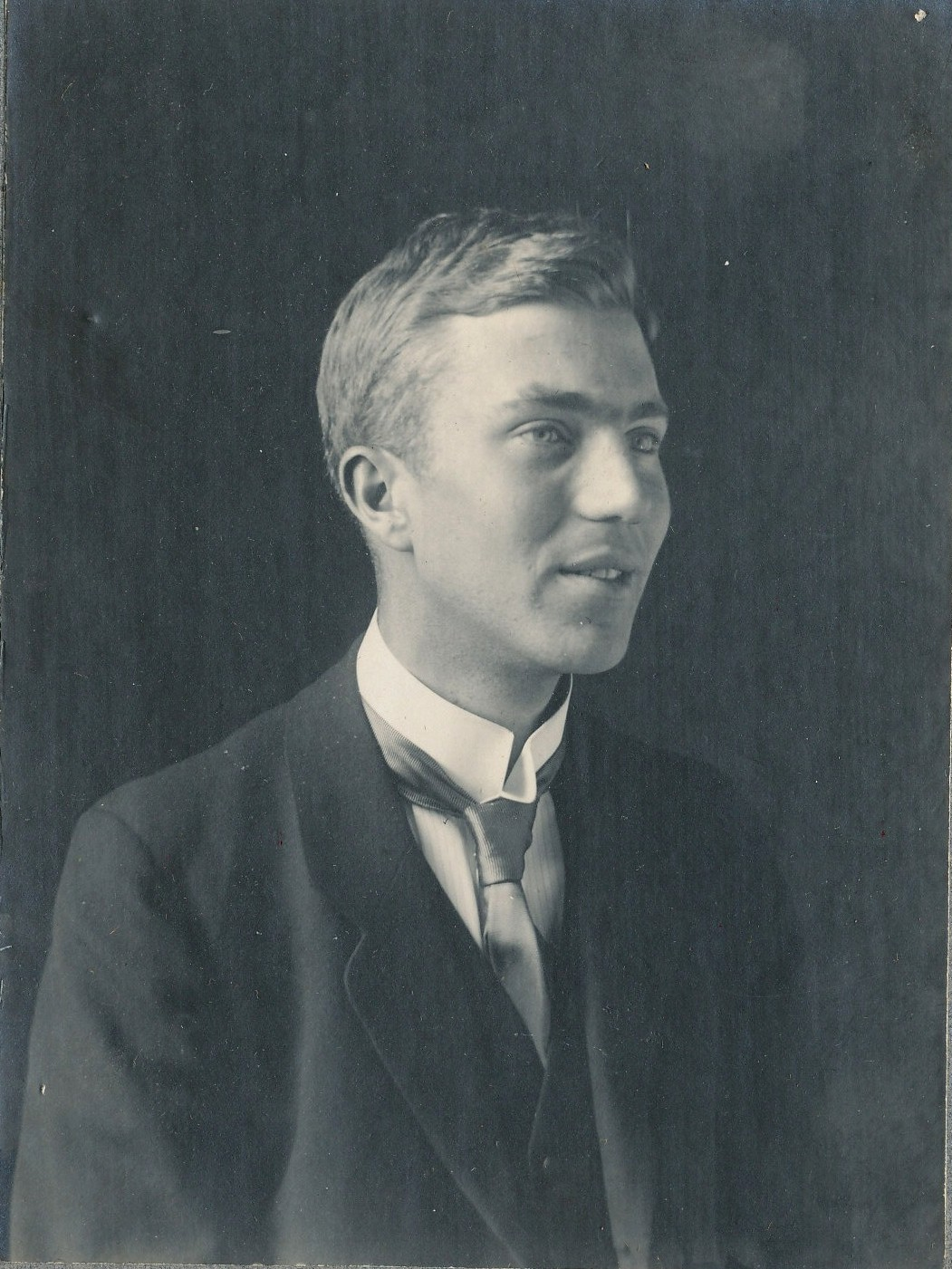
Willem Maas Geesteranus (1893-1948) in 1918

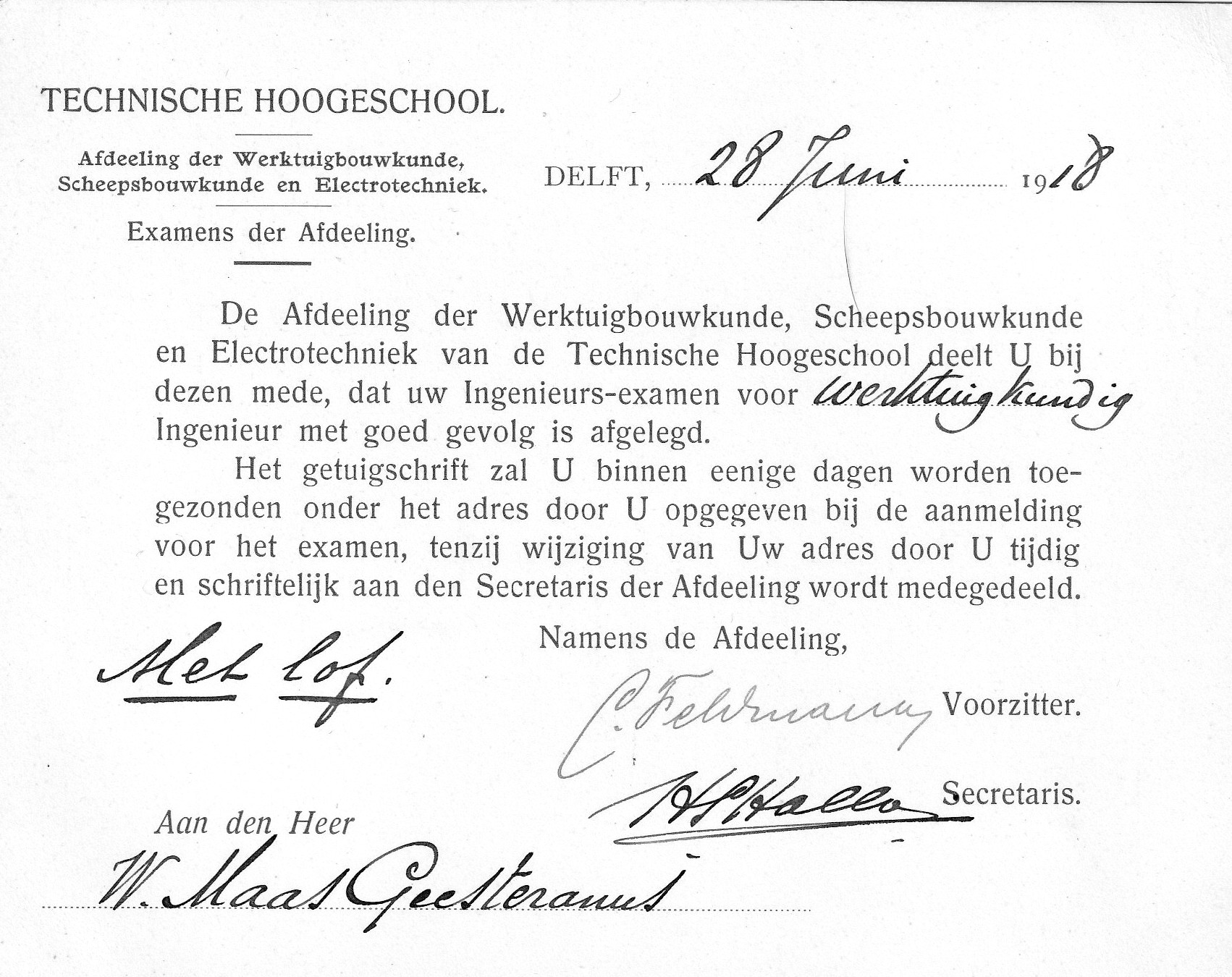
Ingenieursdiploma van Willem Maas Geesteranus d.d. 1918

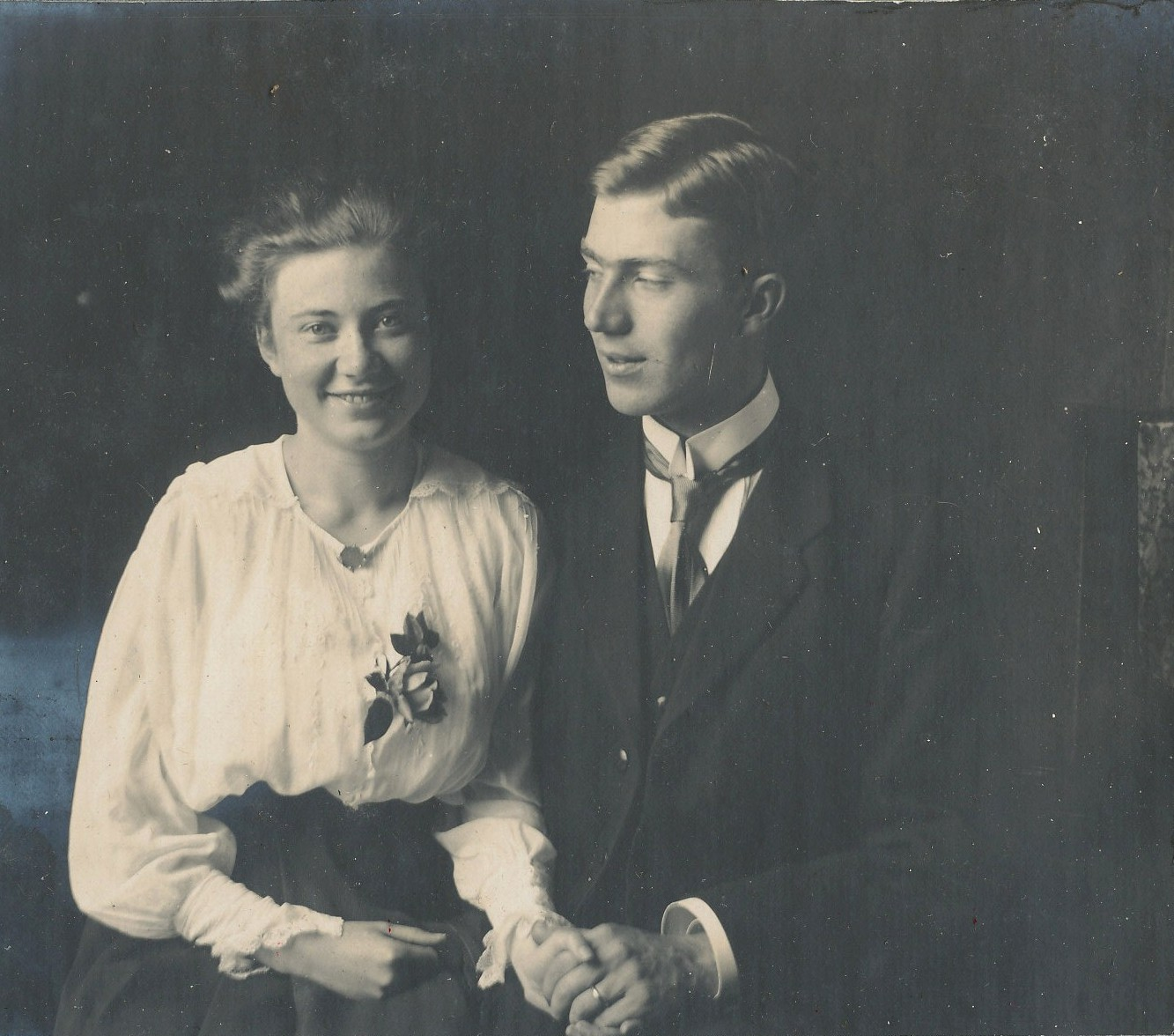
Verlovingsfoto van Willem Maas Geesteranus en Lous van Dam in 1918

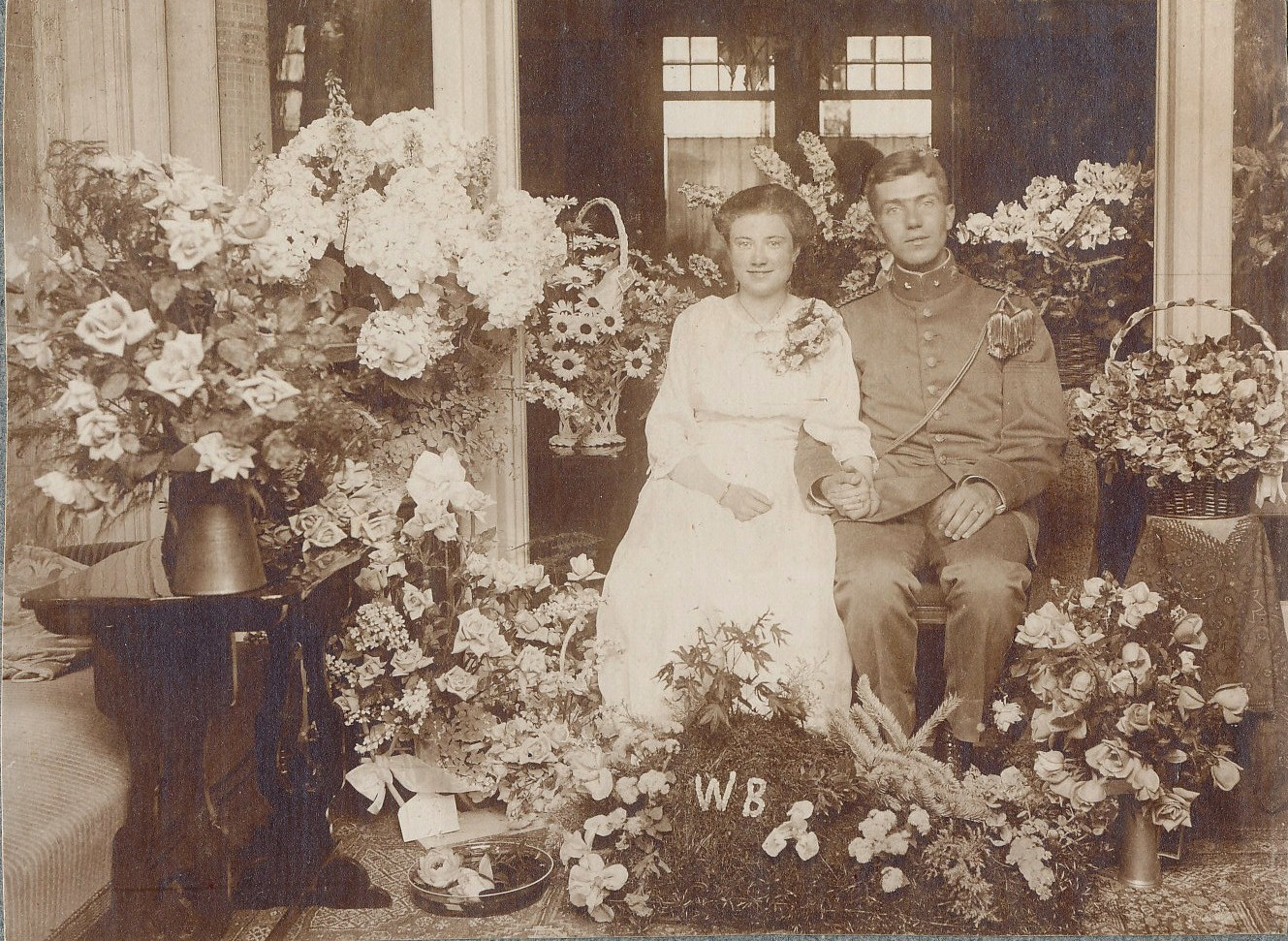
Foto tijdens de verlovingsreceptie van Willem Maas Geesteranus en Lous van Dam in 1918

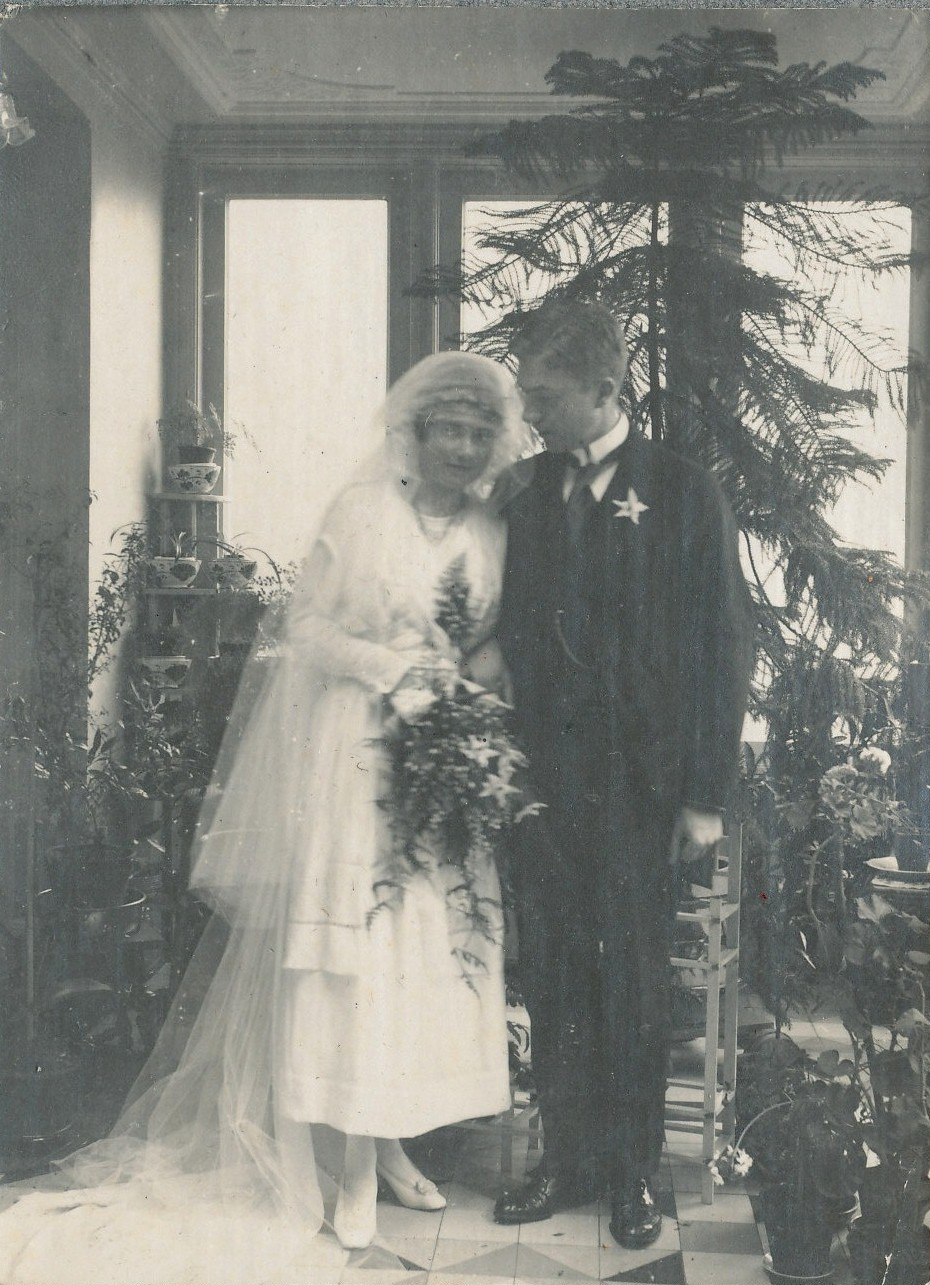
Huwelijksfoto van Willem Maas Geesteranus en Lous van Dam in 1919

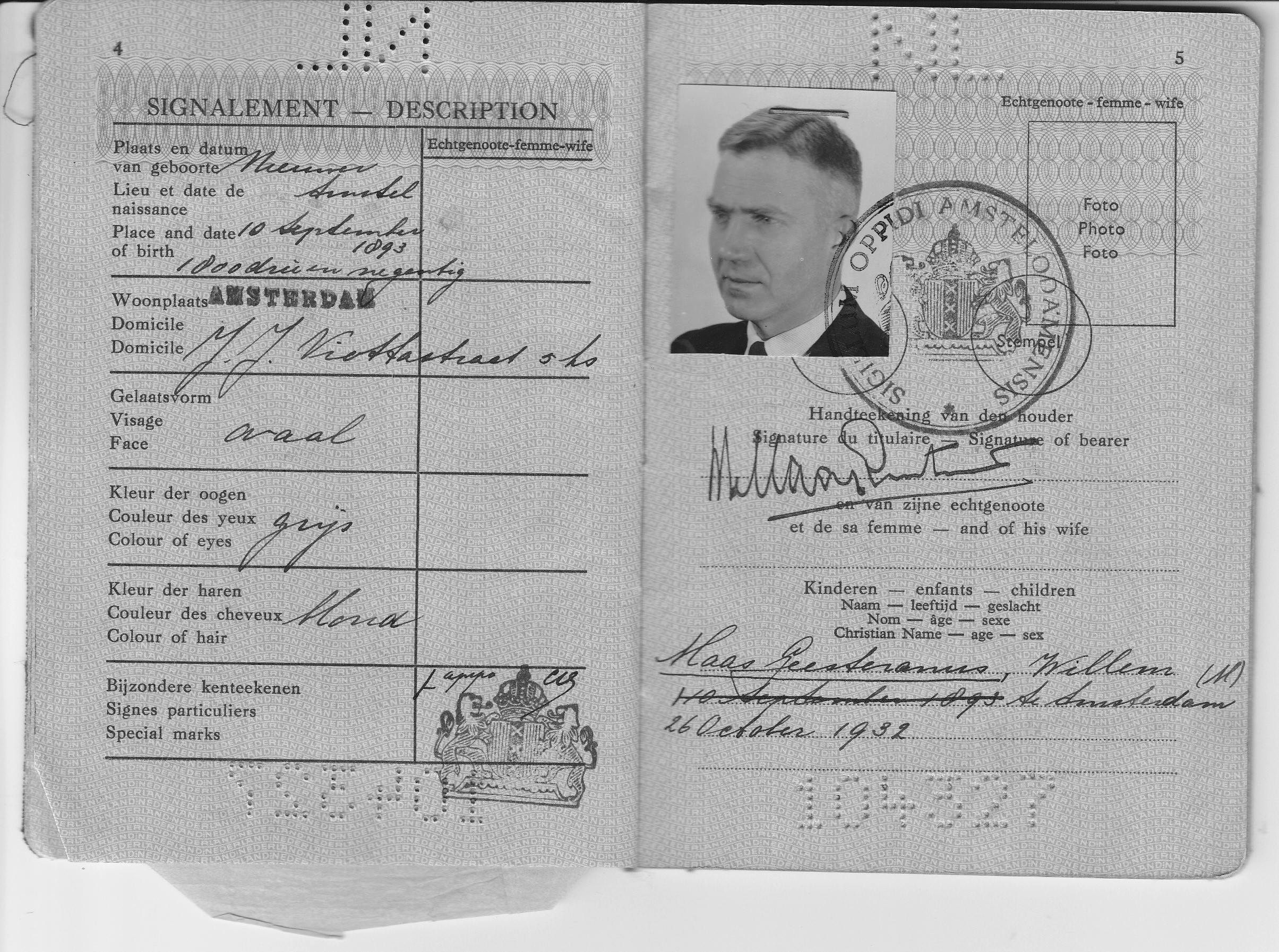
Paspoort van Willem Maas Geesteranus, rond 1935

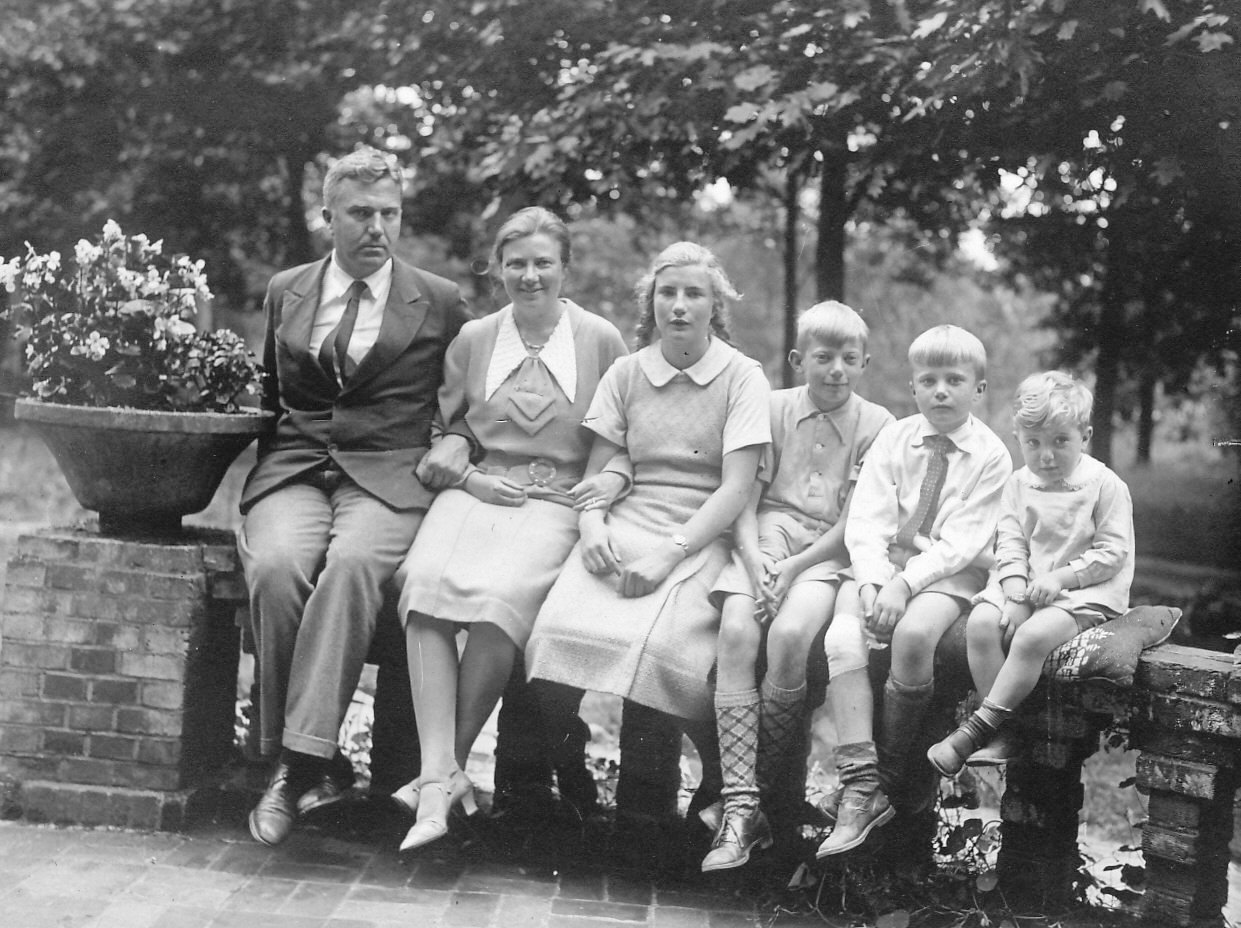
Vakantiefoto van Willem & Lous en hun kinderen Jet, Henk, Bert en Wim, rond 1935

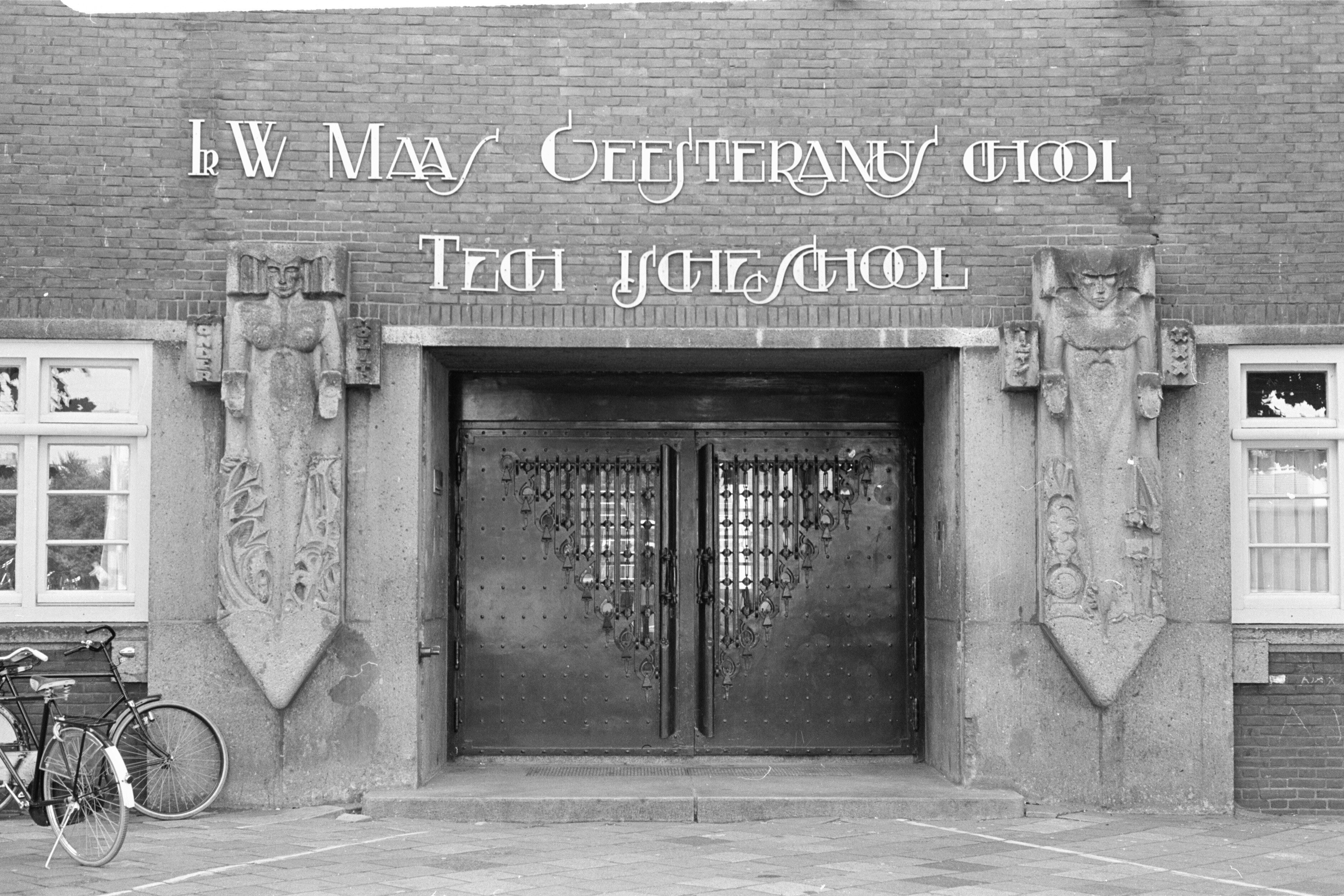
Ir. W. Maas Geesteranusschool in Amsterdam, rond 1950

Willem Maas Geesteranus werd op 10 september 1893 geboren op de Parkweg (tegenwoordig: Willemsparkweg) in Nieuwer-Amstel en was de oudste zoon van Hendrik Philip Maas Geesteranus en Fanny Agnes Bodel Bienfait.
Zijn vader was op dat moment als werktuigkundig ingenieur werkzaam bij de Hollandsche IJzeren Spoorweg Maatschappij (HIJSM).

#### Opleiding en werk
In juni 1910 behaalde hij zijn diploma aan de 2e HBS in Amsterdam en daarna ging hij naar de Technische Hogeschool in Delft waar hij de opleiding tot werktuigkundig ingenieur volgde.
Naast zijn studie was hij actief als redacteur van het Studenten-Weekblad en speelde hij toneel in het Delftsch Studenten-Tooneelgezelschap. Verder was hij lid van de Delftsche Studenten-Debatingclub, lid van de Centrale Commissie ter Behartiging der Studiebelangen aan de Technische Hogeschool, president van de Delftsche Studentenvereniging, president van het gezelschap Leeghwater én lid van de Delftsche Studenten Roeivereeniging Laga. Tijdens zijn studie vervulde hij ook het eerste deel van zijn militaire dienstplicht.
Na een studietijd van acht jaar behaalde Willem Maas Geesteranus in juni 1918 zijn diploma werktuigkundig ingenieur, waarna hij het restant van zijn militaire diensttijd vervulde.
Op 1 maart 1919 trad hij als werktuigkundig ingenieur in dienst van Werkspoor N.V., de verkorte en later de officiële handelsnaam van de Koninklijke Nederlandsche Fabriek van Werktuigen en Spoorwegmaterieel. Werkspoor N.V. was een Nederlandse machinefabriek waar onder andere (scheeps)stoommachines, motoren en rollend materieel gemaakt werden. In 1945 werd hij benoemd tot directeur van Werkspoor N.V. Enkele jaren later werd hij er benoemd tot hoofdingenieur, in juli 1931 tot adjunct-directeur en in oktober 1945 tot directeur.

#### Nevenfuncties
Naast zijn werk was Willem Maas Geesteranus bestuurslid van de Nederlandsche Vereeniging van Gieterij-technici, lid van het hoofdbestuur van de Nederlandse Maatschappij van Nijverheid en Handel, lid van de Nijverheidsraad, plaatsvervangend lid van de Hoge Raad van Arbeid, lid van het hoofdbestuur van de Metaalbond, bestuurslid van de Amsterdamse ambachtsscholen van de Maatschappij van de Werkende Stand, voorzitter van de bedrijfsgroep Machinebouw en bestuurslid van de Afdeling voor Technische Economie van het Koninklijk Instituut van Ingenieurs, jurylid van het Veiligheidsmuseum
Daarnaast verzorgde hij lezingen over onder andere de Wetenschappelijke bedrijfsvoering Taylorisme en schreef hij artikelen in het Algemeen Weekblad voor Handel, Nijverheid, Financiën en Verkeer.

#### Huwelijk en gezin
In het najaar van 1918 verloofde Willem Maas Geesteranus zich met Louise Henriette van Dam (1897-1988); in november 1919 vond het huwelijk plaats. Ze kregen vier kinderen:
- Henriëtte Louise (Jet) (1920-2007), in 1945 getrouwd met Felix Robert Schepman (1917-1974)
- Hendrik Philip (Henk) (1923-2008), in 1958 getrouwd met Catharina Stefanie (Stef) Duintjer (1926-2013)
- Herbertus Hendrikus (Bert) (1927-1995), in 1959 getrouwd met Vita Jocunda Kohnstamm (1938)
- Willem (Wim) (1932-2009), in 1959 getrouwd met Wilhelmina Louise Gertrude (Wil) van Dam (1935-1991)

#### Overlijden en daarna
Willem Maas Geesteranus overleed in mei 1948 na een ziekbed van een jaar.
Op 10 december 1948 werd de Vierde Ambachtsschool van de Vereniging Maatschappij voor den Werkenden Stand, afdeling Ambachtsscholen aan de Postjesweg herdoopt in de “ir. W. Maas Geesteranusschool”. 
In april 1949 besloten de bestuurders van de Vereniging “Maatschappij voor den Werkenden Stand afd. Ambachtsscholen” én van de Stichting Bedrijfsopleiding Metaal- en Electrotechnische Industrie “BEMETEL” een stichting op te richten die zijn naam zou dragen: de Stichting ir. W. Maas Geesteranus Fonds. Dit fonds reikt sinds de oprichting jaarlijks de Maas Geesteranus-prijs uit.